# The Gates of Omega
The Gates of Omega is het derde studioalbum van de Italiaanse muziekgroep Moongarden. Het album is opgenomen in vier studio’s, eigenlijk per instrument een studio. De muziek laat nog niets horen van metal dat langzaam in de muziek zou sluipen; het is een teruggrijpen naar de symfonische rock van eind jaren 70.

## Musici
- Cristiano Roversi – chapman stick, keyboards, basgitaar
- David Cremoni – gitaar
- Luca Palleschi – zang
- Max Sorrentini – slagwerk

Met:
- Ian Brooks – slagwerk op Beyond the gates
- Pamela Brooks – zang op Moonsong
- Massimi Menotti – toetsen en gitaar op Beyond the gates

## Composities
Allen van Roversi:

### CD 1 (45:30)
1. Forever chained (7:56)
2. 5 Years (6:27)
3. The Gates of Omega (27:03)
4. Moonsong (4:04)

### CD 2 (54:54)
1. Home sweet home (16:20)
2. Castles of sand (11:44)
3. Stars and Tears (17:10)
4. Moonsong - The Conclusion (9:50)